# The Last Train from Madrid
 The Last Train from Madrid és una pel·lícula estatunidenca dirigida per James Patrick Hogan, estrenada el 1937.

## Argument
Milers de persones fugen mentre una pluja de bombes cau sobre Madrid.

## Repartiment
- Dorothy Lamour: Carmelita Castillo
- Lew Ayres: Bill Dexter
- Gilbert Roland: Eduardo de Soto
- Karen Morley: Baronessa Helene Rafitte
- Lionel Atwill: Coronel Vigo
- Helen Mack: Lola
- Robert Cummings: Juan Ramos
- Olympe Bradna: Juan Ramos
- Anthony Quinn: Capità Ricardo Álvarez
- Lee Bowman: Michael Balk
- Stanley Fields (no surt als crèdits): Avila